# Patrician IV
Негоциант 4 (в английском издании Patrician IV) — экономическая стратегия в реальном времени, действие которой разворачивается во времена Средневековья, когда Ганза пребывала в зените своего могущества.

## Описание
Начав с небольшого торгового предприятия в родном городе, игрок должен стать самым успешным магнатом от Лондона до Новгорода. Конкурировать с игроком будут восемь торговых компаний, управляемых искусственным интеллектом. Чтобы обойти их, теперь будет недостаточно просто лавировать между спросом и предложением — политика станет неотъемлемой частью игры. Но кроме торговли и политики придется входить в доверие к жителям, строя и развивая города. Конечно же, дело не обойдется без морских и сухопутных сражений, захватов городов и портов, а также пиратского промысла.

## Дополнения

### Расцвет династии (Rise Of A Dynasty)
Дополнение вышло 12 апреля 2011 года. 
Были добавлены восемь новых городов, расположенные на землях четырёх различных регионов. Появилась возможность проложить торговые пути по суше. Добавлены шесть новых сценариев, которые можно проходить самому, так и с помощью кооператива для четверых купцов. Появились новые поручения и миссии, одна из которых отправит нас на поиски карты сокровищ. Проработанны внутренние части зданий, новая анимация и поведение у обывателей, от которых можно узнать, в чём нуждается народ.

## Отзывы
| Сводный рейтинг | Сводный рейтинг |
| Агрегатор       | Оценка          |
| --------------- | --------------- |
| GameRankings    | 69,62 %         |

### Официальные ресурсы
- Официальный сайт (англ.)

### Другие ресурсы
- TeraGame Patrician 4

### Русскоязычные ресурсы
- Раздел Негоциант 4 на сайте PlayGround.ru
- Обзор игры Patrician 4
- Полный обзор, прохождение, советы, коды, читы игры Patrician 4 на TeraGame